# Viking Supply Ships AB

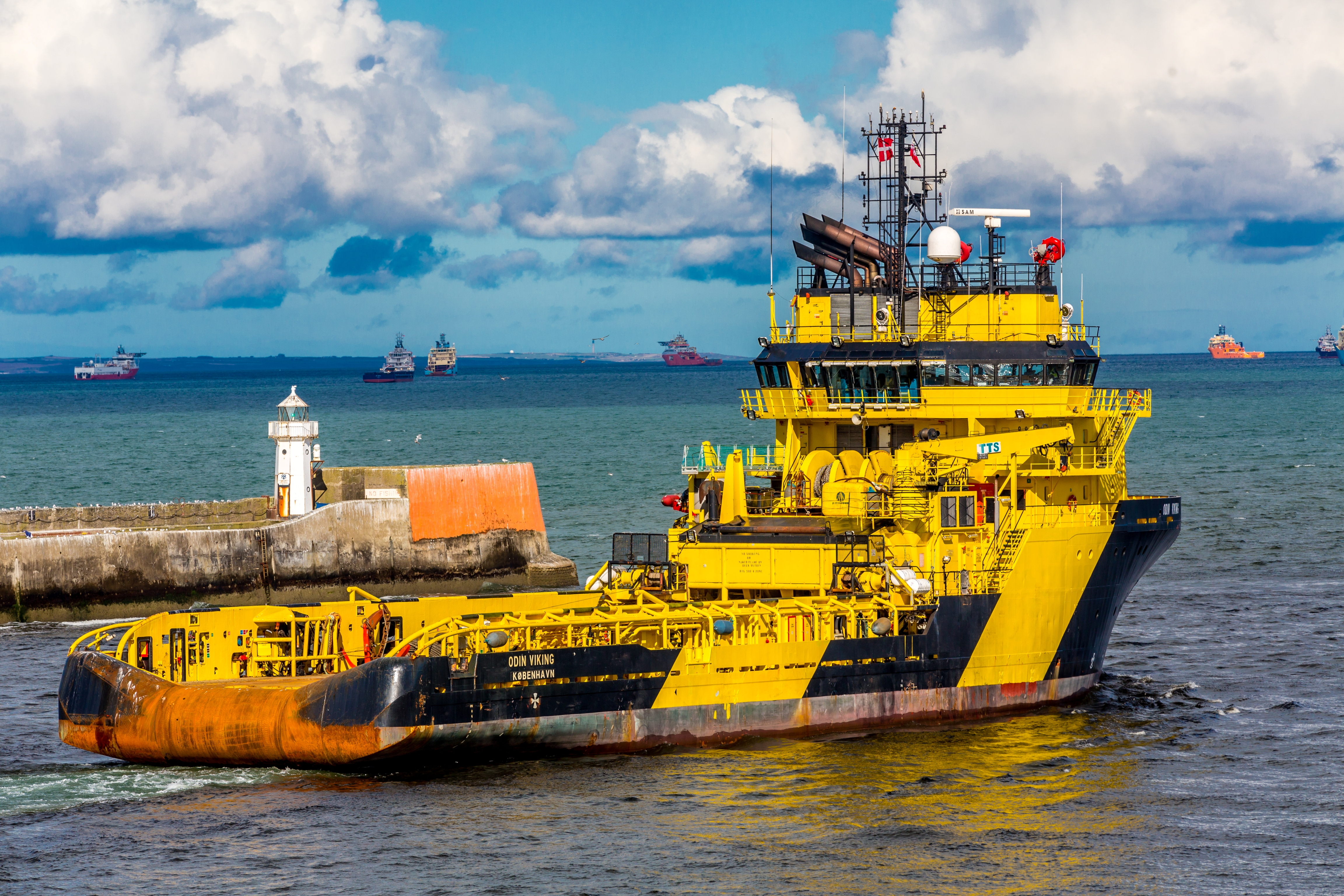
Odin Viking

Viking Supply Ships AB  är ett norskägt svenskt börsnoterat rederi med säte i Göteborg och verksamhetsbas genom det norska dotterföretaget Viking Supply Ships AS i Köpenhamn i Danmark. Företagets namn var före 2015 Rederi AB Transatlantic. Viking Supply Ships driver offshorefartyg som ankarhanteringsbåtar, plattformsbåtar och läktare för kunder inom offshore-industrin i Nordsjön, med speciell inriktning på polarvatten. 

## Historik

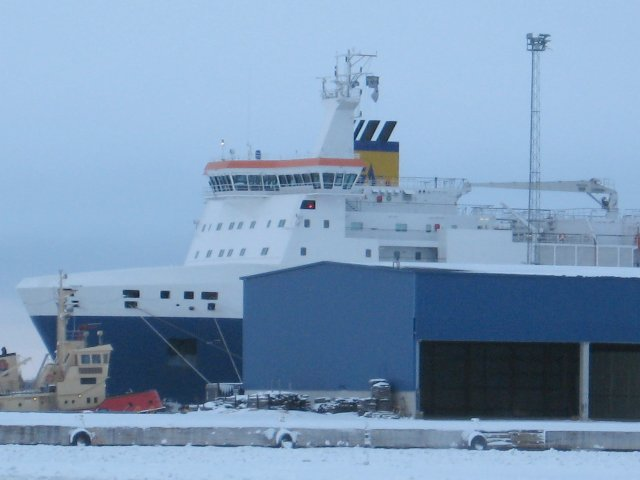
M/S Transpaper i Kemi i Finland 2008

Viking Supply Ships AB har sina rötter dels i det svenska rederiet Nordsjöfrakt, som grundades 1972 och hade sitt säte i Skärhamn, dels i det norska, 1946 grundade tankerrederiet Exelsior, vilket 1974 bildade det norska företaget Viking Supply Ships AS för att arbeta med service till offshoreindustrin i Nordsjön.
Nordsjöfrakt slogs 1989 samman med svenska Bylock-gruppen och bildade Bylock & Nordsjöfrakt. Samma år köpte i Norge Christen Sveaas (född 1956) tankerrederiet Exelsior, som namnändrades till Viking Supply Ships AS och expanderade på offshoreområdet med inköp av Platform Supply Vessels. I Sverige köpte B&N Gorthon Lines och Svenska Orient Linien av Bilspedition och börsnoterades på Stockholmsbörsen 1991. År 2005 bytte B&N namn till Rederi AB Transatlantic. Dess fartygsflotta bestod under 2000-talet av RoRo- och bulkfartyg med seglade i Europa och mellan Europa och Amerika. 
I en affär 2010 tog Rederi AB Transatlantic över den norska samarbetspartens aktier i samriskföretaget TransViking, vilket gjorde Christan Sveaas holdingföretag Kistefos AS till huvudägare i Transatlantic. Under 2010-talet köpte Rederi AB Transatlantic, nu med huvudkontor i Göteborg, ytterligare företag och drev affärsverksamheten i två distinkta delar: offshoreverksamhet i Viking Supply Ships och frakt och logistik under namnet “TransAtlantic”. Offshoreverksamheten, som hade sitt huvudkontor i Köpenhamn, började specialisera sig på arktiska vatten.
År 2015 namnändrades företaget till Viking Supply Ships AB, samtidigt som verksamheten inom TransAtlantic-delen började säljas ut för att 2016–2017 helt avvecklas.

## Drift av svenska isbrytare
Viking Supply Ships-gruppen har sedan å5 2000 skött driften för Sjöfartsverkets räkning av de svenska isbrytarna Ale, Atle, Frej, Oden och Ymer. Kontraktet förlängdes senast i maj 2015 av dotterbolaget Viking Supply Ships AS och Sjöfartsverket för en sjuårsperiod. Viking Supply Ships hade också 2000–2015 kontrakt med Sjöfartsverket om att ställa ytterligare egen isbrytarkapacitet till förfogande vid behov (Tor Viking II, Vidar Viking och Balder Viking).

## Fartygsflotta
Viking Supply Ships sålde i augusti 2018 tre av sina isbrytande fartyg, Tor Viking II, Vidar Viking och Balder Viking, till Kanada. Rederiet planerar också att sälja Odin Viking. Efter detta har rederiet en fartygsflotta bestående av tre ankarhanteringsfartyg och två Platform Supply Vessels.